# Ilskov (plaats)
Ilskov is een plaats in de Deense regio Midden-Jutland, gemeente Herning, en telt 801 inwoners (2008).

## Station

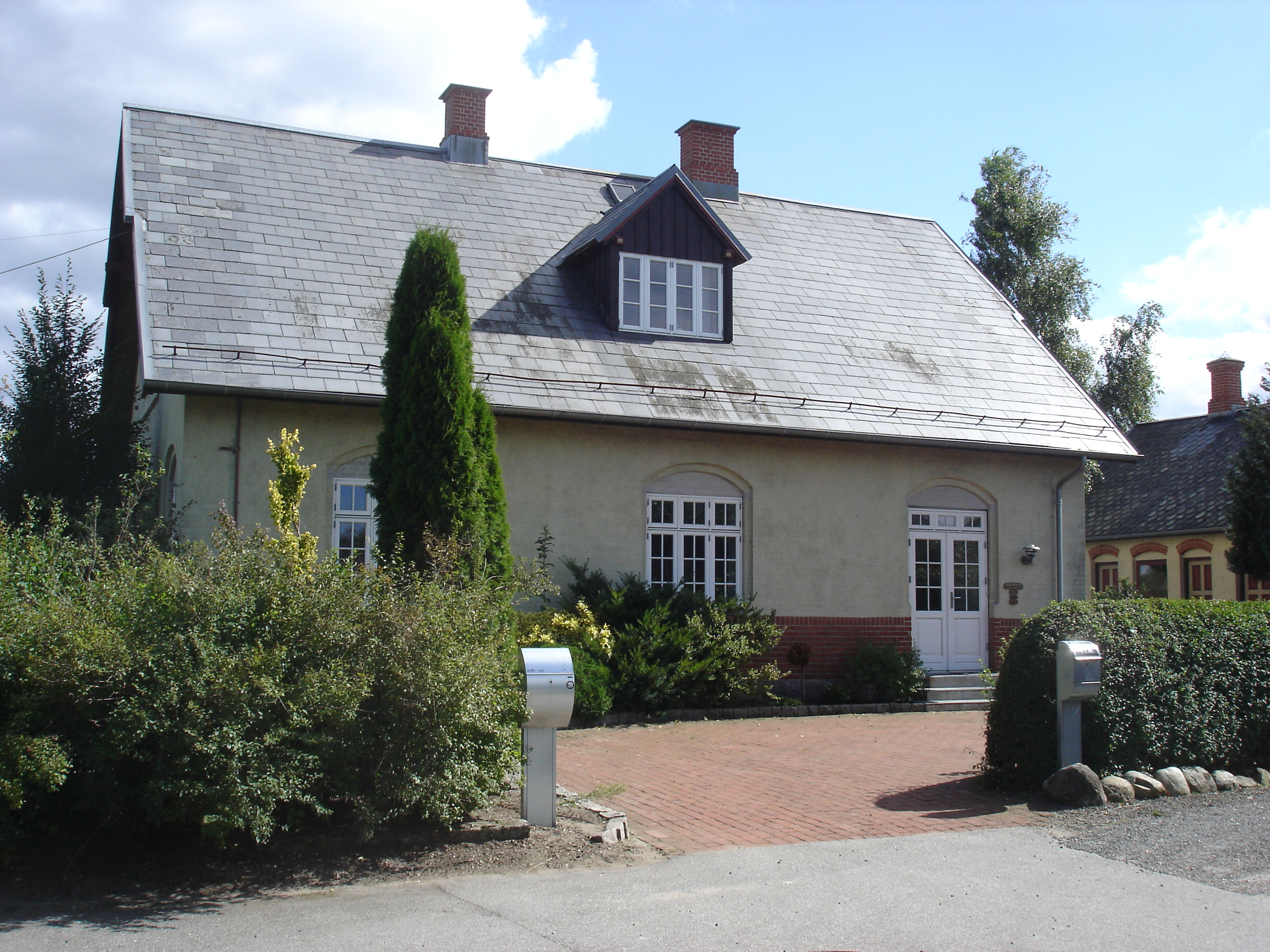
Voormalig station

Het dorp ligt aan de route van de voormalige spoorlijn Herning - Viborg. Deze lijn uit 1906 is in bedrijf geweest tot 1977. Inmiddels is de lijn volledig opgebroken, maar het voormalige stationsgebouw is nog steeds aanwezig.